# Габагіб (нохія)
Нохія Габагіб (араб. ناحية غباغب) — нохія у Сирії, що входить до складу мінтаки Ес-Санамейн мухафази Дар'а. Адміністративний центр — поселення Габагіб.
До нохії належать такі поселення:
- Габагіб → (Ghabaghib);
- Алькін → (Alqin);
- Акраба → (Aqraba);
- Дейр-аль-Адас → (Deir al-Adas);
- Дейр-аль-Бухт → (Deir al-Bukht);
- Джабаб → (Jabab);
- Кафр-Насіж → (Kafr Nasij);
- Коммуна → (Kammunah);

Нохія Габагіб на мапі мінтака Ес-Санамейн

- Манкат-аль-Хатаб → (Mankat al-Hatab);
- Маншія-ас-Сабіл → (Manshiyat al-Sabil);
- Аль-Маль → (al-Mal);
- Мусабін → (Muthabin);
- Ат-Тіха → (al-Tiha).